# Längenbach (Ahlbach)
Der Längenbach ist ein 4,6 km langer Bach im Ostalbkreis östlichen Baden-Württemberg, der im Weiler Buch der Gemeinde Rainau von rechts mit dem etwas längeren Strütbach zum Ahlbach zusammenfließt.

## Geographie

### Verlauf
Der Längenbach beginnt seinen Lauf etwa 800 Meter westnordwestlich des Hüttlinger Weilers Oberlengenfeld am Waldrand auf etwa 492 m ü. NHN. Auf den ersten zwei Dritteln seines Wegs fließt er südöstlich. Dabei zieht er an Oberlengenfeld am flachen linken Hang vorbei und nimmt dann, wie auch bei allen noch folgenden von rechts, eine Reihe von westlichen Zuflüssen auf, erst zwei namenlose Gräben vom Hof Lachenschafhaus und dann vom Wohnplatz Haldenschafhaus von Hüttlingen. Bei Mittellengenfeld mündet dann aus derselben Richtung der etwas längere Mittellengenfelder Bach, worauf noch ein unbeständiger Graben am Hof Unterlengenfeld vorbei kurz vor einer Straßenbrücke zuläuft.
Hiernach wendet sich der Bach auf der 135°-Linkskurve seines Unterlauf langsam auf Nordlauf und tritt dabei zunächst über die Gemeindegrenze zu Rainau hinweg mit seiner begleitenden Wiesenaue in ein Waldgebiet ein. Ungefähr an seinem südlichsten Punkt seines Laufes mündet darin der Eichwaldgraben von Süden her. Schon nahe dem Ortsrand von Buch unterquert er die K 3320 und rückt dann nahe an die Obere Jagstbahn, unter ihr hindurch fließt dort von Südosten her der Forstbach zu, sein mit 2,8 km Länge und einem Einzugsgebiet von 2,0 km² in beider Hinsicht größter Nebenfluss.
Auf seinen letzten gut 500 Metern fließt er nun nördlich und waldfern nach Buch, wo er auf unter 452 m ü. NHN mit dem etwas längeren Strütbach zum Ahlbach zusammenfließt, der nach nur noch kurzem Lauf im Stausee Rainau-Buch die Jagst speist.
Der Längenbach ist 4,6 km lang, er mündet nur etwa 40 Höhenmeter unterhalb seines Ursprungs, weshalb er ein nur geringes mittleres Sohlgefälle von etwa 9 ‰ hat.

### Einzugsgebiet
Das Einzugsgebiet des Längenbachs umfasst 8,6 km², womit er der Hauptoberlauf des selbst nur recht kurzen Ahlbachs ist. Auf ganzer Länge konkurriert an seiner Nordostseite jenseits der allenfalls 20 Meter hohen Wasserscheide der recht beständig etwa einen Kilometer entfernt fließende linke Oberlauf Strütbach des Ahlbachs. Von der Mündung aufwärts verläuft die Einzugsgebietsgrenze an der rechten Seite des Längenbachs erst im Osten gegen die Jagst, danach nur noch gegen Einzugsgebiet des Kochers. Dieser konkurriert im Süden über den Mittelbach und an der langen Südwestseite des Einzugsgebietes dann über einen kleinen Dorfbach durch Hüttlingen sowie etliche linke Nebenbäche seines Zuflusses Schlierbach.
Der höchste Punkt des Einzugsgebietes liegt an seiner Nordwestspitze etwas östlich von Neuler auf 492 m ü. NHN. Von dort aus fällt das Terrain entsprechend dem größeren Teil des Bachlaufs, der dem geologischen Schichtenfallen im Südwestdeutschen Schichtstufenland folgt, mäßig nach Südosten ab. 
Das Einzugsgebiet rechnet naturräumlich zum Vorland der östlichen Schwäbischen Alb, nur im Nordwesten zur Platte von Neuler, sonst zu dessen Unterraum der Goldshöfer Terrassenplatten.
Die Platte von Neuler ist eine Verebnung im Schwarzjura, an sie schließt sich nach Osten zu die unterste Schicht Opalinuston-Formation des überlagernden Braunjuras an, ganz im Südosten steht auch noch kurz dessen darüber liegende Eisensandstein-Formation an. Den Juraschichten sind auf weiten Flächen vor allem am Unterlauf noch viel jüngere Inseln Goldshöfer Sande überlagert, altpleistozäne Flussablagerungsschichten aus der Zeit, als Jagst und Kocher mit noch etwa entgegengesetzter Laufrichtung in dieser Gegend sich vereinten und über die Urbrenz zur Donau entwässerten. Das Geländeprofil zeigt an mehreren Stellen, insbesondere nahe dem Bahnhof Goldshöfe, dass die Sande früher abgebaut wurden.
Das Gebiet liegt im Ostalbkreis, die größten Flächenanteile haben die Gemeinde Hüttlingen im Westen und die  Gemeinde Rainau im Osten. Kleinere gehören zur Gemeinde Neuler im Norden, der Gemeinde Westhausen im Südosten und zur Stadt Aalen im Süden.

### Zuflüsse und Seen
Liste der Zuflüsse und  Seen von der Quelle zur Mündung. Gewässerlänge, Seefläche, Einzugsgebiet und Höhe nach den entsprechenden Layern auf der Onlinekarte der LUBW. Andere Quellen für die Angaben sind vermerkt.
Quelle des Längenbach auf etwa 492 m ü. NHN westnordwestlich von Hüttlingen-Oberlengenfeld am Waldrand.
- (Graben aus den Bruckwiesen), von rechts und Westen auf etwa 480 m ü. NHN südlich von Oberlengenfeld, 0,9 km und ca. 0,4 km². Beginnt auf etwa 495 m ü. NHN am Hüttlinger Lachenschafhaus.
- (Graben durchs Wiesengewann Gern), von rechts und Westen auf etwa 477 m ü. NHN zwischen Ober- und Hüttlingen-Mittellengenfeld, ca. 0,6 km[LUBW 6] und ca. 0,2 km². Entsteht auf etwa 488 m ü. NHN beim Haldenschafhaus von Hüttlingen.
- Mittellengenfelder Bach, von rechts und Westen auf etwa 471 m ü. NHN bei Mittellengenfeld, 1,0 km und ca. 0,7 km². Entsteht auf etwa 489 m ü. NHN zwischen Hüttlingen-Sulzdorf und Mittellengenfeld.
- (Graben), von rechts und Westen auf etwa 465 m ü. NHN östlich von Hüttlingen-Unterlengenfeld vor einer bachquerenden Straße, ca. 1,1 km[LUBW 6] und ca. 0,4 km². Entsteht auf etwa 487 m ü. NHN nördlich von Hüttlingen im Hagenbuch.
- Eichwaldgraben, von rechts und Süden auf etwa 457 m ü. NHN zwischen den Waldinseln Kriegwart rechts und Heisenberg links unterhalb eines alten Seedamms im Gewann Frauenweiher, 1,7 km und ca. 1,8 km². Entsteht auf etwa 475 m ü. NHN nordöstlich von Aalen-Wagenrain an der Stadtgrenze zu Hüttlingen am Rand des Kriegwart zum Flurgewann Eichenwald.
  - Kriegwartgraben, von links und Südwesten auf etwa 461 m ü. NHN nordwestlich des Bahnhofs Goldshöfe, 0,8 km und ca. 0,4 km². Entsteht auf etwa 476 m ü. NHN östlich des Hüttlinger Gewerbegebiets um die Gottlob-Daimler-Straße im Wiesengewann Eichwald.
  -  Durchfließt auf etwa 460 m ü. NHN wenig nach dem vorigen einen Weiher, 1,5 ha.
- Forstbach, von rechts und Südosten auf etwa 455 m ü. NHN gegenüber der Südspitze von Buch an der Oberen Jagstbahn, 2,8 km und 2,0 km².[LUBW 7] Entsteht auf etwa 507 m ü. NHN in Westhausener Weiler Baiershofen.
  -  Passiert auf dem Unterlauf zwischen der Riesbahn und der Oberen Jagstbahn auf weniger als 300 Metern Strecke zwischen 457 und 455 m ü. NHN fünf Weiher rechts am Lauf von zusammen 0,7 ha.

Zusammenfluss des Längenbachs von links und zuletzt Süden auf unter 453 m ü. NHN in Rainau-Buch mit dem linken Strütbach zum Ahlbach. Der Bach ist 4,6 km lang. Sein Einzugsgebiet umfasst 13,7 km².

### Ortschaften
am Lauf mit ihren Zugehörigkeiten. Nur die Namen tiefster Schachtelungsstufe bezeichnen Siedlungsanrainer.
- Ostalbkreis
  - Gemeinde Hüttlingen
    - Oberlengenfeld (Weiler, links am Hang)
    - Mittellengenfeld (Weiler, rechts)

  - Gemeinde Rainau
    - Buch (Weiler, um die Mündung)

## Landschaftsbild
Reste von alten Staudämmen und Gemarkungsnamen weisen darauf hin, dass es früher am Längenbach und seinen Zuflüsse etliche Stauweiher gab.
Auf einem großen Teil des Gebietes steht Wald, vor allem im Süden und in einem breiten nord-südlichen Streifen westlich des größten Ortes Buch darin. Naturdenkmal ist am Rand von Goldshöfe ein anscheinend oberflächlich abflussloser Weiher bei Goldshöfe (0,1 ha) im Einzugsgebiet des Eichwaldgrabens, an der Mündung des Forstbachs der Burgstall bei Buch.

## Geschichte
Die Trasse des Obergermanisch-Raetischen Limes quert die die Längenbachmulde etwas unterhalb von Mittellengenfeld.

### LUBW
Amtliche Online-Gewässerkarte mit passendem Ausschnitt und den hier benutzten Layern: Lauf und Einzugsgebiet des Längenbachs

Allgemeiner Einstieg ohne Voreinstellungen und Layer: Daten- und Kartendienst der Landesanstalt für Umwelt Baden-Württemberg (LUBW) (Hinweise)
1. 1 2 3 4  Höhe nach dem Höhenlinienbild auf dem Hintergrundlayer Topographische Karte.
2. 1 2  Länge nach dem Layer Gewässernetz (AWGN).
3. 1 2  Einzugsgebiet aufsummiert aus den Teileinzugsgebieten nach dem Layer Basiseinzugsgebiet (AWGN).
4. 1 2  Seefläche nach dem Layer Stehende Gewässer.
5. ↑  Einzugsgebiet abgemessen auf dem Hintergrundlayer Topographische Karte.
6. 1 2  Länge abgemessen auf dem Hintergrundlayer Topographische Karte.
7. ↑  Einzugsgebiet nach dem Layer Basiseinzugsgebiet (AWGN).
8. ↑  Schutzgebiete nach den einschlägigen Layern.

### Andere Belege
1. ↑  Hansjörg Dongus: Geographische Landesaufnahme: Die naturräumlichen Einheiten auf Blatt 171 Göppingen. Bundesanstalt für Landeskunde, Bad Godesberg 1961. → Online-Karte (PDF; 4,3 MB)
2. ↑  Geologie teils nach der unter → Literatur aufgeführten geologischen Karte. Einen gröberen Gesamtüberblick verschafft: Mapserver des Landesamtes für Geologie, Rohstoffe und Bergbau (LGRB) (Hinweise)